# Formule 1 v roce 1976
Sezóna Formule 1 1976 byla 27. sezónou Mistrovství světa Formule 1, závodní série pořádané pod hlavičkou Mezinárodní automobilové federace (FIA). Sezóna zahrnovala 16. mistrovských a 2 nemistrovské závody. Mistrovství světa se konalo mezi 25. lednem a 24. říjnem.
V mimořádně politické a dramatické sezóně získal šampionát jezdců pilot McLarenu James Hunt o jeden bod od obhájce titulu z Ferrari Nikiho Laudy, ačkoli Ferrari získalo trofej konstruktérů.
Kontroverze začala ve Španělsku, kde byl Hunt původně diskvalifikován z prvního místa a vítězství v závodě předal Laudovi, ale rozhodnutí bylo po měsících po odvolání zrušeno. Ferrari nenastoupilo do Grand Prix Rakouska na protest proti tomuto rozhodnutí. Hunt vyhrál ve Francii a zdálo se, že vyhraje i v Británii, ale po restartu závodu po prvním kole jel Hunt po příjezdové cestě vracející se do boxů, což bylo proti pravidlům. Po odvolání Ferrari byl nakonec diskvalifikován. Lauda se stal oficiálním vítězem závodu. Lauda měl obrovskou havárii na Nürburgringu v západním Německu a zdálo se, že na následky zranění pravděpodobně zemře, ale dokázal se vrátit poté, co vynechal pouhé dva závody. V posledním závodě v Japonsku vedl Lauda před Huntem o tři body. V otřesných povětrnostních podmínkách Lauda ze závodu odstoupil a Hunt skončil třetí a získal mistrovskou trofej. Toto byl poslední ovládnutí mistrovství mezi jezdci pro britského jezdce až do Nigela Mansella v sezóně 1992. Film Rivalové z roku 2013 je založen na této sezóně a zaměřuje se na rivalitu a přátelství mezi Huntem a Laudou.
Mezi další pozoruhodné události této sezóny patřilo představení šestikolového Tyrrellu P34, poslední závod Chrise Amona, považovaného za jednoho z nejlepších jezdců Formule 1, který nikdy nevyhrál šampionát, a Grand Prix Velké Británie, která byla jediným mistrovským závodem všech dob, kde byla přihlášena více než jedna jezdkyně (i když se obě nekvalifikovaly).

## Týmy a jezdci
| Účastník | Konstruktér        | Šasi       | Motor                     | Pneumatiky | Číslo | Jezdci                   | Závody           |
| --- | ------------------ | ---------- | ------------------------- | ---------- | ----- | ------------------------ | ---------------- |
| Scuderia Ferrari | Ferrari            | 312T 312T2 | Ferrari 015 3,0 F12       | G          | 1     | Niki Lauda               | 1–10, 13–16      |
| Scuderia Ferrari | Ferrari            | 312T 312T2 | Ferrari 015 3,0 F12       | G          | 2     | Clay Regazzoni           | 1–10, 12–16      |
| Scuderia Ferrari | Ferrari            | 312T 312T2 | Ferrari 015 3,0 F12       | G          | 35    | Carlos Reutemann         | 13               |
| Elf Team Tyrrell | Tyrrell-Ford       | 007 P34    | Ford Cosworth DFV 3,0 V8  | G          | 3     | Jody Scheckter           | Vše              |
| Elf Team Tyrrell | Tyrrell-Ford       | 007 P34    | Ford Cosworth DFV 3,0 V8  | G          | 4     | Patrick Depailler        | Vše              |
| John Player Team Lotus | Lotus-Ford         | 77         | Ford Cosworth DFV 3,0 V8  | G          | 5     | Ronnie Peterson          | 1                |
| John Player Team Lotus | Lotus-Ford         | 77         | Ford Cosworth DFV 3,0 V8  | G          | 5     | Bob Evans                | 2–3              |
| John Player Team Lotus | Lotus-Ford         | 77         | Ford Cosworth DFV 3,0 V8  | G          | 5     | Mario Andretti           | 4–5, 7–16        |
| John Player Team Lotus | Lotus-Ford         | 77         | Ford Cosworth DFV 3,0 V8  | G          | 6     | Mario Andretti           | 1                |
| John Player Team Lotus | Lotus-Ford         | 77         | Ford Cosworth DFV 3,0 V8  | G          | 6     | Gunnar Nilsson           | 2–16             |
| Martini Racing | Brabham-Alfa Romeo | BT45       | Alfa Romeo 115-12 3,0 F12 | G          | 7     | Carlos Reutemann         | 1–12             |
| Martini Racing | Brabham-Alfa Romeo | BT45       | Alfa Romeo 115-12 3,0 F12 | G          | 7     | Rolf Stommelen           | 13               |
| Martini Racing | Brabham-Alfa Romeo | BT45       | Alfa Romeo 115-12 3,0 F12 | G          | 7     | Larry Perkins            | 14–16            |
| Martini Racing | Brabham-Alfa Romeo | BT45       | Alfa Romeo 115-12 3,0 F12 | G          | 8     | Carlos Pace              | Vše              |
| Martini Racing | Brabham-Alfa Romeo | BT45       | Alfa Romeo 115-12 3,0 F12 | G          | 77    | Rolf Stommelen           | 10               |
| Beta Team March Lavazza March March Racing Theodore Racing Ovoro Team March March Racing with John Day Model Cars Jägermeister Team March First National City Bank Team March | March-Ford         | 761        | Ford Cosworth DFV 3,0 V8  | G          | 9     | Vittorio Brambilla       | Vše              |
| Beta Team March Lavazza March March Racing Theodore Racing Ovoro Team March March Racing with John Day Model Cars Jägermeister Team March First National City Bank Team March | March-Ford         | 761        | Ford Cosworth DFV 3,0 V8  | G          | 10    | Lella Lombardi           | 1                |
| Beta Team March Lavazza March March Racing Theodore Racing Ovoro Team March March Racing with John Day Model Cars Jägermeister Team March First National City Bank Team March | March-Ford         | 761        | Ford Cosworth DFV 3,0 V8  | G          | 10    | Ronnie Peterson          | 2–16             |
| Beta Team March Lavazza March March Racing Theodore Racing Ovoro Team March March Racing with John Day Model Cars Jägermeister Team March First National City Bank Team March | March-Ford         | 761        | Ford Cosworth DFV 3,0 V8  | G          | 34    | Hans-Joachim Stuck       | Vše              |
| Beta Team March Lavazza March March Racing Theodore Racing Ovoro Team March March Racing with John Day Model Cars Jägermeister Team March First National City Bank Team March | March-Ford         | 761        | Ford Cosworth DFV 3,0 V8  | G          | 35    | Arturo Merzario          | 3–9              |
| Marlboro Team McLaren | McLaren-Ford       | M23 M26    | Ford Cosworth DFV 3,0 V8  | G          | 11    | James Hunt               | Vše              |
| Marlboro Team McLaren | McLaren-Ford       | M23 M26    | Ford Cosworth DFV 3,0 V8  | G          | 12    | Jochen Mass              | Vše              |
| ShellSport Whiting | Surtees-Ford       | TS16       | Ford Cosworth DFV 3,0 V8  | G          | 13    | Divina Galica            | 9                |
| Stanley-BRM | BRM                | P201B      | BRM P200 3,0 V12          | G          | 14    | Ian Ashley               | 1                |
| Lexington Racing | Tyrrell-Ford       | 007        | Ford Cosworth DFV 3,0 V8  | G          | 15    | Ian Scheckter            | 2                |
| Shadow Racing Team Lucky Strike Shadow Racing Tabatip Shadow Racing Benihana Shadow Racing                                                                                    | Shadow-Ford        | DN5B DN8   | Ford Cosworth DFV 3,0 V8  | G          | 16    | Tom Pryce                | Vše              |
| Shadow Racing Team Lucky Strike Shadow Racing Tabatip Shadow Racing Benihana Shadow Racing                                                                                    | Shadow-Ford        | DN5B DN8   | Ford Cosworth DFV 3,0 V8  | G          | 17    | Jean-Pierre Jarier       | Vše              |
| Chesterfield Team Surtees Team Surtees Durex Team Surtees / Theodore Racing                                                                                                   | Surtees-Ford       | TS19       | Ford Cosworth DFV 3,0 V8  | G          | 18    | Brett Lunger             | 2–5, 7–11, 13–15 |
| Chesterfield Team Surtees Team Surtees Durex Team Surtees / Theodore Racing                                                                                                   | Surtees-Ford       | TS19       | Ford Cosworth DFV 3,0 V8  | G          | 18    | Conny Andersson          | 12               |
| Chesterfield Team Surtees Team Surtees Durex Team Surtees / Theodore Racing                                                                                                   | Surtees-Ford       | TS19       | Ford Cosworth DFV 3,0 V8  | G          | 18    | Noritake Takahara        | 16               |
| Chesterfield Team Surtees Team Surtees Durex Team Surtees / Theodore Racing                                                                                                   | Surtees-Ford       | TS19       | Ford Cosworth DFV 3,0 V8  | G          | 19    | Alan Jones               | 3–16             |
| Frank Williams Racing Cars Walter Wolf Racing | Wolf-Williams-Ford | FW04 FW05  | Ford Cosworth DFV 3,0 V8  | G          | 20    | Jacky Ickx               | 1–6, 8–9         |
| Frank Williams Racing Cars Walter Wolf Racing | Wolf-Williams-Ford | FW04 FW05  | Ford Cosworth DFV 3,0 V8  | G          | 20    | Arturo Merzario          | 10–16            |
| Frank Williams Racing Cars Walter Wolf Racing | Wolf-Williams-Ford | FW04 FW05  | Ford Cosworth DFV 3,0 V8  | G          | 21    | Renzo Zorzi              | 1                |
| Frank Williams Racing Cars Walter Wolf Racing | Wolf-Williams-Ford | FW04 FW05  | Ford Cosworth DFV 3,0 V8  | G          | 21    | Michel Leclère           | 2–8              |
| Frank Williams Racing Cars Walter Wolf Racing | Wolf-Williams-Ford | FW04 FW05  | Ford Cosworth DFV 3,0 V8  | G          | 21    | Chris Amon               | 14               |
| Frank Williams Racing Cars Walter Wolf Racing | Wolf-Williams-Ford | FW04 FW05  | Ford Cosworth DFV 3,0 V8  | G          | 21    | Warwick Brown            | 15               |
| Frank Williams Racing Cars Walter Wolf Racing | Wolf-Williams-Ford | FW04 FW05  | Ford Cosworth DFV 3,0 V8  | G          | 21    | Hans Binder              | 16               |
| Frank Williams Racing Cars Walter Wolf Racing | Wolf-Williams-Ford | FW04 FW05  | Ford Cosworth DFV 3,0 V8  | G          | 21    | Masami Kuwashima         | 16               |
| Team Ensign Team Tissot Ensign | Ensign-Ford        | N174 N176  | Ford Cosworth DFV 3,0 V8  | G          | 22    | Chris Amon               | 2–7, 9–10        |
| Team Ensign Team Tissot Ensign | Ensign-Ford        | N174 N176  | Ford Cosworth DFV 3,0 V8  | G          | 22    | Patrick Nève             | 8                |
| Team Ensign Team Tissot Ensign | Ensign-Ford        | N174 N176  | Ford Cosworth DFV 3,0 V8  | G          | 22    | Hans Binder              | 11               |
| Team Ensign Team Tissot Ensign | Ensign-Ford        | N174 N176  | Ford Cosworth DFV 3,0 V8  | G          | 22    | Jacky Ickx               | 12–15            |
| Hesketh Racing Penthouse Rizla+. Racing with Hesketh | Hesketh-Ford       | 308D       | Ford Cosworth DFV 3,0 V8  | G          | 24    | Harald Ertl              | 2–16             |
| Hesketh Racing Penthouse Rizla+. Racing with Hesketh | Hesketh-Ford       | 308D       | Ford Cosworth DFV 3,0 V8  | G          | 25    | Guy Edwards              | 5, 8–10, 13–14   |
| Hesketh Racing Penthouse Rizla+. Racing with Hesketh | Hesketh-Ford       | 308D       | Ford Cosworth DFV 3,0 V8  | G          | 25    | Rolf Stommelen           | 12               |
| Hesketh Racing Penthouse Rizla+. Racing with Hesketh | Hesketh-Ford       | 308D       | Ford Cosworth DFV 3,0 V8  | G          | 25    | Alex Ribeiro             | 15               |
| Mapfre-Williams | Williams-Ford      | FW04       | Ford Cosworth DFV 3,0 V8  | G          | 25    | Emilio Zapico            | 4                |
| Ligier Gitanes | Ligier-Matra       | JS5        | Matra MS73 3,0 V12        | G          | 26    | Jacques Laffite          | Vše              |
| Vel's Parnelli Jones Racing | Parnelli-Ford      | VPJ4B      | Ford Cosworth DFV 3,0 V8  | G          | 27    | Mario Andretti           | 2–3              |
| Boro Racing | Boro-Ford          | 001        | Ford Cosworth DFV 3,0 V8  | G          | 27    | Larry Perkins            | 12               |
| Boro Racing | Boro-Ford          | 001        | Ford Cosworth DFV 3,0 V8  | G          | 37    | Larry Perkins            | 4–7              |
| Boro Racing | Boro-Ford          | 001        | Ford Cosworth DFV 3,0 V8  | G          | 40    | Larry Perkins            | 13               |
| First National City Bank Team Penske | Penske-Ford        | PC3 PC4    | Ford Cosworth DFV 3,0 V8  | G          | 28    | John Watson              | Vše              |
| Copersucar Fittipaldi | Fittipaldi-Ford    | FD03 FD04  | Ford Cosworth DFV 3,0 V8  | G          | 30    | Emerson Fittipaldi       | Vše              |
| Copersucar Fittipaldi | Fittipaldi-Ford    | FD03 FD04  | Ford Cosworth DFV 3,0 V8  | G          | 31    | Ingo Hoffmann            | 1, 3–4, 8        |
| RAM Racing RAM Racing with Lavazza | Brabham-Ford       | BT44B      | Ford Cosworth DFV 3,0 V8  | G          | 32    | Loris Kessel             | 4–5, 7–8, 11     |
| RAM Racing RAM Racing with Lavazza | Brabham-Ford       | BT44B      | Ford Cosworth DFV 3,0 V8  | G          | 32    | Bob Evans                | 9                |
| RAM Racing RAM Racing with Lavazza | Brabham-Ford       | BT44B      | Ford Cosworth DFV 3,0 V8  | G          | 33    | Emilio de Villota        | 4                |
| RAM Racing RAM Racing with Lavazza | Brabham-Ford       | BT44B      | Ford Cosworth DFV 3,0 V8  | G          | 33    | Patrick Nève             | 5                |
| RAM Racing RAM Racing with Lavazza | Brabham-Ford       | BT44B      | Ford Cosworth DFV 3,0 V8  | G          | 33    | Jac Nellemann            | 7                |
| RAM Racing RAM Racing with Lavazza | Brabham-Ford       | BT44B      | Ford Cosworth DFV 3,0 V8  | G          | 33    | Damien Magee             | 8                |
| RAM Racing RAM Racing with Lavazza | Brabham-Ford       | BT44B      | Ford Cosworth DFV 3,0 V8  | G          | 33    | Lella Lombardi           | 9, 11            |
| RAM Racing RAM Racing with Lavazza | Brabham-Ford       | BT44B      | Ford Cosworth DFV 3,0 V8  | G          | 36    | Rolf Stommelen           | 10               |
| RAM Racing RAM Racing with Lavazza | Brabham-Ford       | BT44B      | Ford Cosworth DFV 3,0 V8  | G          | 37    | Lella Lombardi           | 10               |
| Scuderia Gulf Rondini | Tyrrell-Ford       | 007        | Ford Cosworth DFV 3,0 V8  | G          | 37    | Alessandro Pesenti-Rossi | 13               |
| Scuderia Gulf Rondini | Tyrrell-Ford       | 007        | Ford Cosworth DFV 3,0 V8  | G          | 39    | Alessandro Pesenti-Rossi | 11               |
| Scuderia Gulf Rondini | Tyrrell-Ford       | 007        | Ford Cosworth DFV 3,0 V8  | G          | 40    | Alessandro Pesenti-Rossi | 10, 12           |
| Team Norev | Surtees-Ford       | TS19       | Ford Cosworth DFV 3,0 V8  | G          | 38    | Henri Pescarolo          | 6, 8–15          |
| F&S Properties | Penske-Ford        | PC3        | Ford Cosworth DFV 3,0 V8  | G          | 39    | Boy Hayje                | 12               |
| ÖASC Racing Team | Tyrrell-Ford       | 007        | Ford Cosworth DFV 3,0 V8  | G          | 39    | Otto Stuppacher          | 13–15            |
| Team P R Reilly | Shadow-Ford        | DN3B       | Ford Cosworth DFV 3,0 V8  | G          | 40    | Mike Wilds               | 9                |
| Kojima Engineering | Kojima-Ford        | KE007      | Ford Cosworth DFV 3,0 V8  | D          | 51    | Masahiro Hasemi          | 16               |
| Heros Racing | Tyrrell-Ford       | 007        | Ford Cosworth DFV 3,0 V8  | B          | 52    | Kazuyoshi Hoshino        | 16               |
| Maki Engineering | Maki-Ford          | F102A      | Ford Cosworth DFV 3,0 V8  | D          | 54    | Tony Trimmer             | 16               |

### Změny před sezónou
- Navzdory úspěchu vozů Gordona Murraye s pohonem Cosworth podepsal Bernie Ecclestone smlouvu s italským výrobcem motorů Alfa Romeo na používání jejich velkého a výkonného dvanáctiválcového plochého motoru. Motory byly dodávány zdarma, ale kvůli nim byly nové vozy BT45, nyní v červeném odstínu Martini Racing, nespolehlivé a s nadváhou.[6]
- Mistr světa ze sezóny 1974 Emerson Fittipaldi se přestěhoval do týmu svého bratra Wilsona Fittipaldi Automotive, přičemž Wilson převzal roli manažera místo jezdce. Emersonovo místo v McLarenu bylo svěřeno Jamesi Huntovi.
- Tým Shadow, který vstoupil do Formule 1 v sezóně 1973 na základě americké licence[7], získal britskou licenci a stal se tak prvním týmem, který oficiálně změnil svou národnost.[8][9] Mezitím v roce 1975 vyzkoušel motor V12 od Matry, ale bez velkého úspěchu. Guy Ligier, majitel různých provozů sportovních vozů, se tedy rozhodl odkoupit aktiva francouzské společnosti a založit tým Formule 1. Najal Jacquese Laffita z Williamsu.
- Po neúspěšné sezóně 1975 s Lotusem se Jacky Ickx přestěhoval do nově založeného týmu Wolf-Williams Racing. Mario Andretti jel za Lotus v úvodním závodě sezóny a poté, co jeho zaměstnavatel tým Parnelli padl, tak získal trvalou smlouvu.
- John Watson přešel ze Surtees do Penske Racing na konci roku 1975 a jezdil pro ně celou sezónu 1976.
- BRM nadále klesala, a to jak ve výsledcích, tak ve velikosti provozu, až do prvního závodu sezóny 1976.
- Embassy Hill měl podle plánu vstoupit do celé sezóny s Tonym Brisem, ale tým se z Formule 1 stáhl po havárii letadla se členy týmu v listopadu 1975, při které zahynulo všech šest pasažérů letadla včetně Brise a majitele týmu Grahama Hilla.

### Změny během sezóny
- Na konci roku 1975 byl Ronnie Peterson přesvědčen Colinem Chapmanem, aby zůstal u Lotusu, ale po pouhém jednom závodě v sezóně 1976 se Švéd připojil k týmu March ve prospěch jezdkyně Lelli Lombardi. Lotusu byl zapůjčen kolega Švéd Gunnar Nilsson, kterého podepsal March.
- Niki Lauda se vážně zranil při havárii při Grand Prix Německa na Nürburgringu. Jeho Ferrari vzplanulo a málem zemřel poté, co se nadýchal horkých toxických výparů a utrpěl těžké popáleniny.[10] Carlos Reutemann vyjednal uvolnění ze smlouvy s Brabhamem, aby mohl fungovat jako náhradník za Laudu. To vedlo pouze k jedné jízdě, ale Argentinec byl nabídnut pro celou sezónu 1977. Reutemannovo místo v Brabhamu zaujal Rolf Stommelen a poté Larry Perkinsen z Boro.
- Poté, co viděl Laudovu nehodu, Chris Amon okamžitě odešel z Formule 1, dokud ho tým Wolf-Williams nepřesvědčil, aby se vrátil. Po těžké kolizi s jiným vozem během kvalifikace na Grand Prix Kanady však měl štěstí, že skončil bez zranění a definitivně skončil se závoděním. Jacky Ickx dokončil sezónu s Amonovým bývalým zaměstnavatelem Ensignem, zatímco Wolf-Williams najal Artura Merzaria z týmu March.

## Kalendář
| Pořadí | Grand Prix                       | Okruh                                              | Datum        |
| ------ | -------------------------------- | -------------------------------------------------- | ------------ |
| 1      | Grand Prix Brazílie              | Autodromo de Interlagos, São Paulo                 | 25. leden    |
| 2      | Grand Prix Jihoafrické republiky | Kyalami Grand Prix Circuit, Midrand                | 6. březen    |
| 3      | Grand Prix USA Západ             | Long Beach Street Circuit, Los Angeles, Kalifornie | 28. březen   |
| 4      | Grand Prix Španělska             | Circuito Permanente Del Jarama, Madrid             | 2. květen    |
| 5      | Grand Prix Belgie                | Circuit Zolder, Heusden-Zolder                     | 16. květen   |
| 6      | Grand Prix Monaka                | Circuit de Monaco, Monte Carlo                     | 30. květen   |
| 7      | Grand Prix Švédska               | Scandinavian Raceway, Anderstorp                   | 13. červen   |
| 8      | Grand Prix Francie               | Paul Ricard Circuit, Le Castellet                  | 4. červenec  |
| 9      | Grand Prix Velké Británie        | Brands Hatch, Kent                                 | 18. červenec |
| 10     | Grand Prix Německa               | Nürburgring, Nürburg                               | 1. srpen     |
| 11     | Grand Prix Rakouska              | Österreichring, Spielberg                          | 15. srpen    |
| 12     | Grand Prix Nizozemska            | Circuit Zandvoort, Zandvoort                       | 29. srpen    |
| 13     | Grand Prix Itálie                | Autodromo Nazionale di Monza, Monza                | 12. září     |
| 14     | Grand Prix Kanady                | Mosport Park, Bowmanville                          | 3. říjen     |
| 15     | Grand Prix USA                   | Watkins Glen International, New York               | 10. říjen    |
| 16     | Grand Prix Japonska              | Fudži Speedway, Ojama, Šizuoka                     | 24. říjen    |

### Změny v kalendáři
- Grand Prix Argentiny v Buenos Aires byla původně naplánována jako úvodní kolo sezóny na 11. ledna, ale byla zrušena, především kvůli ekonomickým a politickým obavám.
- Grand Prix USA West hostila svůj první závod. Závod se konal na pouličním okruhu v Long Beach nedaleko Los Angeles 28. března.
- Grand Prix Španělska byla přesunuta natrvalo do Jaramy u Madridu. Stalo se tak v reakci na nehodu v závodě v Montjuïc v roce 1975, při které zahynulo pět diváků.
- Grand Prix Belgie a Grand Prix Monaka si prohodily místa v kalendáři, takže Monako tentokrát skončilo druhé. Nivelles-Baulers v Bruselu mělo pořádat Grand Prix Belgie v rotaci s okruhem Zolder, ale povrch trati v Nivelles se zhoršil a slot převzal Zolder.
- Grand Prix Velké Británie byla přesunuta ze Silverstonu na Brands Hatch v souladu s uspořádáním sdílení událostí mezi dvěma okruhy.
- Grand Prix Nizozemska byla přesunuta z poloviny června na konec srpna.
- Grand Prix Kanady se vrátila do kalendáře poté, co byla v roce 1975 zrušena kvůli sporu mezi dvěma soupeřícími pivovary a sponzory akce, Labattem a Molsonem.
- Grand Prix Japonska hostila svou první Grand Prix s tříletou smlouvou. Závod se konal na okruhu Fudži Speedway dne 24. října.

## Změny předpisů
Přes zimu nedošlo k žádným zásadním změnám předpisů, ale před Grand Prix Španělska 1976 došlo k omezení výšky vzduchové komory na maximálně 850 mm. Toto odstranilo mnoho nápadných designů viděných v minulých letech. V té době bylo také stanoveno, že vůz Formule 1 nemůže být širší než 215 cm. To dostihlo tým McLaren a James Hunt byl diskvalifikován, ale rozhodnutí bylo zrušeno díky odvolání týmu.

## Výsledky a pořadí

### Grand Prix
| Pořadí | Grand Prix                       | Pole position   | Nejrychlejší kolo  | Vítěz závodu    | Vítězný tým  | Výsledky |
| ------ | -------------------------------- | --------------- | ------------------ | --------------- | ------------ | -------- |
| 1      | Grand Prix Brazílie              | James Hunt      | Jean-Pierre Jarier | Niki Lauda      | Ferrari      | Výsledky |
| 2      | Grand Prix Jihoafrické republiky | James Hunt      | Niki Lauda         | Niki Lauda      | Ferrari      | Výsledky |
| 3      | Grand Prix USA Západ             | Clay Regazzoni  | Clay Regazzoni     | Clay Regazzoni  | Ferrari      | Výsledky |
| 4      | Grand Prix Španělska             | James Hunt      | Jochen Mass        | James Hunt      | McLaren-Ford | Výsledky |
| 5      | Grand Prix Belgie                | Niki Lauda      | Niki Lauda         | Niki Lauda      | Ferrari      | Výsledky |
| 6      | Grand Prix Monaka                | Niki Lauda      | Clay Regazzoni     | Niki Lauda      | Ferrari      | Výsledky |
| 7      | Grand Prix Švédska               | Jody Scheckter  | Mario Andretti     | Jody Scheckter  | Tyrrell-Ford | Výsledky |
| 8      | Grand Prix Francie               | James Hunt      | Niki Lauda         | James Hunt      | McLaren-Ford | Výsledky |
| 9      | Grand Prix Velké Británie        | Niki Lauda      | Niki Lauda         | Niki Lauda      | Ferrari      | Výsledky |
| 10     | Grand Prix Německa               | James Hunt      | Jody Scheckter     | James Hunt      | McLaren-Ford | Výsledky |
| 11     | Grand Prix Rakouska              | James Hunt      | James Hunt         | John Watson     | Penske-Ford  | Výsledky |
| 12     | Grand Prix Nizozemska            | Ronnie Peterson | Clay Regazzoni     | James Hunt      | McLaren-Ford | Výsledky |
| 13     | Grand Prix Itálie                | Jacques Laffite | Ronnie Peterson    | Ronnie Peterson | March-Ford   | Výsledky |
| 14     | Grand Prix Kanady                | James Hunt      | Patrick Depailler  | James Hunt      | McLaren-Ford | Výsledky |
| 15     | Grand Prix USA                   | James Hunt      | James Hunt         | James Hunt      | McLaren-Ford | Výsledky |
| 16     | Grand Prix Japonska              | Mario Andretti  | Jacques Laffite    | Mario Andretti  | Lotus-Ford   | Výsledky |

### Bodový systém
Body získalo šest nejlepších klasifikovaných jezdců. Mezinárodní pohár konstruktérů započítával pouze body jezdce s nejvyšším umístěním v každém závodě. Pro Mistrovství i Pohár se počítalo sedm nejlepších výsledků z kol 1-8 a sedm nejlepších výsledků z kol 9-16.
Čísla bez závorek jsou mistrovské body a čísla v závorkách představují celkový počet získaných bodů. Body byly udělovány v následujícím systému:
| Umístění | 1. | 2. | 3. | 4. | 5. | 6. |
| -------- | -- | -- | -- | -- | -- | -- |
| Body     | 9  | 6  | 4  | 3  | 2  | 1  |
| Zdroj:   |    |    |    |    |    |    |

### Pořadí jedzců
| Poř. | Jezdec                   | BRA | RSA | USW | ESP | BEL | MON | SWE | FRA | GBR | GER | AUT | NED | ITA | CAN | USA | JPN | Body |
| ---- | ------------------------ | --- | --- | --- | --- | --- | --- | --- | --- | --- | --- | --- | --- | --- | --- | --- | --- | ---- |
| 1    | James Hunt               | Ret | 2   | Ret | 1   | Ret | Ret | 5   | 1   | DSQ | 1   | 4   | 1   | Ret | 1   | 1   | 3   | 69   |
| 2    | Niki Lauda               | 1   | 1   | 2   | 2   | 1   | 1   | 3   | Ret | 1   | Ret |     |     | 4   | 8   | 3   | Ret | 68   |
| 3    | Jody Scheckter           | 5   | 4   | Ret | Ret | 4   | 2   | 1   | 6   | 2   | 2   | Ret | 5   | 5   | 4   | 2   | Ret | 49   |
| 4    | Patrick Depailler        | 2   | 9   | 3   | Ret | Ret | 3   | 2   | 2   | Ret | Ret | Ret | 7   | 6   | 2   | Ret | 2   | 39   |
| 5    | Clay Regazzoni           | 7   | Ret | 1   | 11  | 2   | 14  | 6   | Ret | DSQ | 9   |     | 2   | 2   | 6   | 7   | 5   | 31   |
| 6    | Mario Andretti           | Ret | 6   | Ret | Ret | Ret |     | Ret | 5   | Ret | 12  | 5   | 3   | Ret | 3   | Ret | 1   | 22   |
| 7    | John Watson              | Ret | 5   | NC  | Ret | 7   | 10  | Ret | 3   | 3   | 7   | 1   | Ret | 11  | 10  | 6   | Ret | 20   |
| 8    | Jacques Laffite          | Ret | Ret | 4   | 12  | 3   | 12  | 4   | 14  | DSQ | Ret | 2   | Ret | 3   | Ret | Ret | 7   | 20   |
| 9    | Jochen Mass              | 6   | 3   | 5   | Ret | 6   | 5   | 11  | 15  | Ret | 3   | 7   | 9   | Ret | 5   | 4   | Ret | 19   |
| 10   | Gunnar Nilsson           |     | Ret | Ret | 3   | Ret | Ret | Ret | Ret | Ret | 5   | 3   | Ret | 13  | 12  | Ret | 6   | 11   |
| 11   | Ronnie Peterson          | Ret | Ret | 10  | Ret | Ret | Ret | 7   | 19  | Ret | Ret | 6   | Ret | 1   | 9   | Ret | Ret | 10   |
| 12   | Tom Pryce                | 3   | 7   | Ret | 8   | 10  | 7   | 9   | 8   | 4   | 8   | Ret | 4   | 8   | 11  | Ret | Ret | 10   |
| 13   | Hans-Joachim Stuck       | 4   | 12  | Ret | Ret | Ret | 4   | Ret | 7   | Ret | Ret | Ret | Ret | Ret | Ret | 5   | Ret | 8    |
| 14   | Carlos Pace              | 10  | Ret | 9   | 6   | Ret | 9   | 8   | 4   | 8   | 4   | Ret | Ret | Ret | 7   | Ret | Ret | 7    |
| 15   | Alan Jones               |     |     | NC  | 9   | 5   | Ret | 13  | Ret | 5   | 10  | Ret | 8   | 12  | 16  | 8   | 4   | 7    |
| 16   | Carlos Reutemann         | 12  | Ret | Ret | 4   | Ret | Ret | Ret | 11  | Ret | Ret | Ret | Ret | 9   |     |     |     | 3    |
| 17   | Emerson Fittipaldi       | 13  | 17  | 6   | Ret | DNQ | 6   | Ret | Ret | 6   | 13  | Ret | Ret | 15  | Ret | 9   | Ret | 3    |
| 18   | Chris Amon               |     | 14  | 8   | 5   | Ret | 13  | Ret |     | Ret | Ret |     |     |     | DNS |     |     | 2    |
| 19   | Vittorio Brambilla       | Ret | 8   | Ret | Ret | Ret | Ret | 10  | Ret | Ret | Ret | Ret | 6   | 7   | 14  | Ret | Ret | 1    |
| 20   | Rolf Stommelen           |     |     |     |     |     |     |     |     |     | 6   |     | 12  | Ret |     |     |     | 1    |
| —    | Harald Ertl              |     | 15  | DNQ | DNQ | Ret | DNQ | Ret | Ret | 7   | Ret | 8   | Ret | 16  | DNS | 13  | 8   | 0    |
| —    | Jean-Pierre Jarier       | Ret | Ret | 7   | Ret | 9   | 8   | 12  | 12  | 9   | 11  | Ret | 10  | 19  | 18  | 10  | 10  | 0    |
| —    | Jacky Ickx               | 8   | 16  | DNQ | 7   | DNQ | DNQ |     | 10  | DNQ |     |     | Ret | 10  | 13  | Ret |     | 0    |
| —    | Larry Perkins            |     |     |     | 13  | 8   | DNQ | Ret |     |     |     |     | Ret | Ret | 17  | Ret | Ret | 0    |
| —    | Henri Pescarolo          |     |     |     |     |     | DNQ |     | Ret | Ret | DNQ | 9   | 11  | 17  | 19  | NC  |     | 0    |
| —    | Arturo Merzario          |     |     | DNQ | Ret | Ret | DNQ | 14  | 9   | Ret | Ret | Ret | Ret | DNS | Ret | Ret | Ret | 0    |
| —    | Renzo Zorzi              | 9   |     |     |     |     |     |     |     |     |     |     |     |     |     |     |     | 0    |
| —    | Noritake Takahara        |     |     |     |     |     |     |     |     |     |     |     |     |     |     |     | 9   | 0    |
| —    | Michel Leclère           |     | 13  | DNQ | 10  | 11  | 11  | Ret | 13  |     |     |     |     |     |     |     |     | 0    |
| —    | Brett Lunger             |     | 11  | DNQ | DNQ | Ret |     | 15  | 16  | Ret | Ret | 10  |     | 14  | 15  | 11  |     | 0    |
| —    | Bob Evans                |     | 10  | DNQ |     |     |     |     |     | Ret |     |     |     |     |     |     |     | 0    |
| —    | Alessandro Pesenti-Rossi |     |     |     |     |     |     |     |     |     | 14  | 11  | DNQ | 18  |     |     |     | 0    |
| —    | Ingo Hoffmann            | 11  |     | DNQ | DNQ |     |     |     | DNQ |     |     |     |     |     |     |     |     | 0    |
| —    | Masahiro Hasemi          |     |     |     |     |     |     |     |     |     |     |     |     |     |     |     | 11  | 0    |
| —    | Loris Kessel             |     |     |     | DNQ | 12  |     | Ret | DNQ |     |     | NC  |     |     |     |     |     | 0    |
| —    | Lella Lombardi           | 14  |     |     |     |     |     |     |     | DNQ | DNQ | 12  |     |     |     |     |     | 0    |
| —    | Alex Ribeiro             |     |     |     |     |     |     |     |     |     |     |     |     |     |     | 12  |     | 0    |
| —    | Warwick Brown            |     |     |     |     |     |     |     |     |     |     |     |     |     |     | 14  |     | 0    |
| —    | Guy Edwards              |     |     |     |     | DNQ |     |     | 17  | Ret | 15  |     |     | DNS | 20  |     |     | 0    |
| —    | Patrick Nève             |     |     |     |     | Ret |     |     | 18  |     |     |     |     |     |     |     |     | 0    |
| —    | Hans Binder              |     |     |     |     |     |     |     |     |     |     | Ret |     |     |     |     | Ret | 0    |
| —    | Ian Ashley               | Ret |     |     |     |     |     |     |     |     |     |     |     |     |     |     |     | 0    |
| —    | Ian Scheckter            |     | Ret |     |     |     |     |     |     |     |     |     |     |     |     |     |     | 0    |
| —    | Boy Hayje                |     |     |     |     |     |     |     |     |     |     |     | Ret |     |     |     |     | 0    |
| —    | Conny Andersson          |     |     |     |     |     |     |     |     |     |     |     | Ret |     |     |     |     | 0    |
| —    | Kazuyoshi Hoshino        |     |     |     |     |     |     |     |     |     |     |     |     |     |     |     | Ret | 0    |
| —    | Otto Stuppacher          |     |     |     |     |     |     |     |     |     |     |     |     | DNS | DNQ | DNQ |     | 0    |
| —    | Masami Kuwashima         |     |     |     |     |     |     |     |     |     |     |     |     |     |     |     | DNS | 0    |
| —    | Emilio de Villota        |     |     |     | DNQ |     |     |     |     |     |     |     |     |     |     |     |     | 0    |
| —    | Emilio Zapico            |     |     |     | DNQ |     |     |     |     |     |     |     |     |     |     |     |     | 0    |
| —    | Jac Nellemann            |     |     |     |     |     |     | DNQ |     |     |     |     |     |     |     |     |     | 0    |
| —    | Damien Magee             |     |     |     |     |     |     |     | DNQ |     |     |     |     |     |     |     |     | 0    |
| —    | Mike Wilds               |     |     |     |     |     |     |     |     | DNQ |     |     |     |     |     |     |     | 0    |
| —    | Divina Galica            |     |     |     |     |     |     |     |     | DNQ |     |     |     |     |     |     |     | 0    |
| —    | Tony Trimmer             |     |     |     |     |     |     |     |     |     |     |     |     |     |     |     | DNQ | 0    |
| Poř. | Jezdec                   | BRA | RSA | USW | ESP | BEL | MON | SWE | FRA | GBR | GER | AUT | NED | ITA | CAN | USA | JPN | Body |

| Legenda k tabulce | Legenda k tabulce                                                                       |
| Barva             | Výsledek                                                                                |
| ----------------- | --------------------------------------------------------------------------------------- |
| Zlatá             | Vítěz                                                                                   |
| Stříbrná          | 2. místo                                                                                |
| Bronzová          | 3. místo                                                                                |
| Zelená            | Bodované umístění                                                                       |
| Modrá             | Nebodované umístění                                                                     |
| Modrá             | Dokončil neklasifikován (NC)                                                            |
| Fialová           | Odstoupil (Ret)                                                                         |
| Červená           | Nekvalifikoval se (DNQ)                                                                 |
| Červená           | Nepředkvalifikoval se (DNPQ)                                                            |
| Černá             | Diskvalifikován (DSQ)                                                                   |
| Bílá              | Nestartoval (DNS)                                                                       |
| Bílá              | Závod zrušen (C)                                                                        |
| Světle modrá      | Pouze trénoval (PO)                                                                     |
| Světle modrá      | Páteční testovací jezdec (TD)                                                           |
| Bez barvy         | Netrénoval (DNP)                                                                        |
| Bez barvy         | Vyřazen (EX)                                                                            |
| Bez barvy         | Nepřijel (DNA)                                                                          |
| Bez barvy         | Odvolal účast (WD)                                                                      |
| Bez barvy         | Nezúčastnil se (prázdné)                                                                |
| Označení          | Význam                                                                                  |
| Tučnost           | Pole position                                                                           |
| Kurzíva           | Nejrychlejší kolo                                                                       |
| †                 | Jezdec nedojel do cíle, ale byl klasifikován, protože odjel více než 90 % délky závodu. |
| ‡                 | Byl udělován poloviční počet bodů, protože bylo odjeto méně než 75 % délky závodu.      |
| Horní index       | Umístění bodujících jezdců ve sprintu                                                   |

### Pořadí konstruktérů
| Poř. | Konstruktér        | BRA | RSA | USW | ESP | BEL | MON | SWE | FRA | GBR | GER | AUT | NED | ITA | CAN | USA | JPN | Body    |
| ---- | ------------------ | --- | --- | --- | --- | --- | --- | --- | --- | --- | --- | --- | --- | --- | --- | --- | --- | ------- |
| 1    | Ferrari            | 1   | 1   | 1   | 2   | 1   | 1   | 3   | Ret | 1   | 9   | WD  | 2   | 2   | 6   | 3   | 5   | 83      |
| 2    | McLaren-Ford       | 6   | 2   | 5   | 1   | 6   | 5   | 5   | 1   | Ret | 1   | 4   | 1   | Ret | 1   | 1   | 3   | 74 (75) |
| 3    | Tyrrell-Ford       | 2   | 4   | 3   | Ret | 4   | 2   | 1   | 2   | 2   | 2   | 11  | 5   | 5   | 2   | 2   | 2   | 71      |
| 4    | Lotus-Ford         | Ret | 10  | Ret | 3   | Ret | Ret | Ret | 5   | Ret | 5   | 3   | 3   | 13  | 3   | Ret | 1   | 29      |
| 5    | Penske-Ford        | Ret | 5   | NC  | Ret | 7   | 10  | Ret | 3   | 3   | 7   | 1   | Ret | 11  | 10  | 6   | Ret | 20      |
| 6    | Ligier-Matra       | Ret | Ret | 4   | 12  | 3   | 12  | 4   | 14  | DSQ | Ret | 2   | Ret | 3   | Ret | Ret | 7   | 20      |
| 7    | March-Ford         | 4   | 8   | 10  | Ret | Ret | 4   | 7   | 7   | Ret | Ret | 6   | 6   | 1   | 9   | 5   | Ret | 19      |
| 8    | Shadow-Ford        | 3   | 7   | 7   | 8   | 9   | 7   | 9   | 8   | 4   | 8   | Ret | 4   | 8   | 11  | 10  | 10  | 10      |
| 9    | Brabham-Alfa Romeo | 10  | Ret | 9   | 4   | Ret | 9   | 8   | 4   | 8   | 4   | Ret | Ret | Ret | 7   | Ret | Ret | 9       |
| 10   | Surtees-Ford       |     | 11  | NC  | 9   | 5   | Ret | 13  | 16  | 5   | 10  | 9   | 8   | 12  | 15  | 8   | 4   | 7       |
| 11   | Fittipaldi-Ford    | 11  | 17  | 6   | Ret | DNQ | 6   | Ret | Ret | 6   | 13  | Ret | Ret | 15  | Ret | 9   | Ret | 3       |
| 12   | Ensign-Ford        |     | 14  | 8   | 5   | Ret | 13  | Ret | 18  | Ret | Ret | Ret | Ret | 10  | 13  | Ret | WD  | 2       |
| 13   | Parnelli-Ford      |     | 6   | Ret |     |     |     |     |     |     |     |     |     |     |     |     |     | 1       |
| —    | Hesketh-Ford       |     | 15  | DNQ | DNQ | Ret | DNQ | Ret | 17  | 7   | 15  | 8   | 12  | 16  | 20  | 12  | 8   | 0       |
| —    | Wolf-Williams-Ford | 8   | 13  | DNQ | 7   | 11  | 11  | Ret | 10  | DNQ | Ret | Ret | Ret | DNQ | Ret | 14  | Ret | 0       |
| —    | Boro-Ford          |     |     |     | 13  | 8   | DNQ | Ret |     |     | WD  |     | Ret | Ret |     |     |     | 0       |
| —    | Kojima-Ford        |     |     |     |     |     |     |     |     |     |     |     |     |     |     |     | 11  | 0       |
| —    | Brabham-Ford       |     |     |     | DNQ | 12  |     | Ret | DNQ | Ret | DNS | 12  |     | WD  |     |     | WD  | 0       |
| —    | BRM                | Ret | WD  |     |     |     |     |     |     |     |     |     |     |     |     |     |     | 0       |
| —    | Williams-Ford      |     |     |     | DNQ |     |     |     |     |     |     |     |     |     |     |     |     | 0       |
| —    | Maki-Ford          |     |     |     |     |     |     |     |     |     |     |     |     |     |     |     | DNQ | 0       |
| Poř. | Konstruktér        | BRA | RSA | USW | ESP | BEL | MON | SWE | FRA | GBR | GER | AUT | NED | ITA | CAN | USA | JPN | Body    |

| Legenda k tabulce | Legenda k tabulce                                                                       |
| Barva             | Výsledek                                                                                |
| ----------------- | --------------------------------------------------------------------------------------- |
| Zlatá             | Vítěz                                                                                   |
| Stříbrná          | 2. místo                                                                                |
| Bronzová          | 3. místo                                                                                |
| Zelená            | Bodované umístění                                                                       |
| Modrá             | Nebodované umístění                                                                     |
| Modrá             | Dokončil neklasifikován (NC)                                                            |
| Fialová           | Odstoupil (Ret)                                                                         |
| Červená           | Nekvalifikoval se (DNQ)                                                                 |
| Červená           | Nepředkvalifikoval se (DNPQ)                                                            |
| Černá             | Diskvalifikován (DSQ)                                                                   |
| Bílá              | Nestartoval (DNS)                                                                       |
| Bílá              | Závod zrušen (C)                                                                        |
| Světle modrá      | Pouze trénoval (PO)                                                                     |
| Světle modrá      | Páteční testovací jezdec (TD)                                                           |
| Bez barvy         | Netrénoval (DNP)                                                                        |
| Bez barvy         | Vyřazen (EX)                                                                            |
| Bez barvy         | Nepřijel (DNA)                                                                          |
| Bez barvy         | Odvolal účast (WD)                                                                      |
| Bez barvy         | Nezúčastnil se (prázdné)                                                                |
| Označení          | Význam                                                                                  |
| Tučnost           | Pole position                                                                           |
| Kurzíva           | Nejrychlejší kolo                                                                       |
| †                 | Jezdec nedojel do cíle, ale byl klasifikován, protože odjel více než 90 % délky závodu. |
| ‡                 | Byl udělován poloviční počet bodů, protože bylo odjeto méně než 75 % délky závodu.      |
| Horní index       | Umístění bodujících jezdců ve sprintu                                                   |

- Tučné výsledky se započítávají do součtů šampionátu.

## Nemistrovské závody
Následující závody byly otevřené pro vozy Formule 1, ale nezapočítávaly se do mistrovství světa jezdců ve Formuli 1 ani do mistrovství světa konstruktérů ve Formuli 1.
| Závod                            | Okruh        | Datum      | Vítěz závodu | Vítězný konstruktér |
| -------------------------------- | ------------ | ---------- | ------------ | ------------------- |
| XI Race of Champions             | Brands Hatch | 14. březen | James Hunt   | McLaren-Cosworth    |
| XXVIII BRDC International Trophy | Silverstone  | 11. duben  | James Hunt   | McLaren-Cosworth    |